# لاكلان بوكانان
لاكلان بوكانان (بالإنجليزية: Lachlan Buchanan)‏ هو ممثل أسترالي، ولد في 25 أبريل 1990 في أستراليا.

## وصلات خارجية
- لاكلان بوكانان على موقع IMDb (الإنجليزية)
- لاكلان بوكانان على موقع ألو سيني (الفرنسية)
- لاكلان بوكانان على موقع أول موفي (الإنجليزية)
- لاكلان بوكانان على موقع قاعدة بيانات الفيلم (الإنجليزية)